# Tetrakentron synaptae
Genre
Espèce
Tetrakentron synaptae, unique représentant du genre Tetrakentron, est une espèce de tardigrades de la famille des Styraconixidae. 

## Distribution
Cette espèce est endémique de l'océan Atlantique Nord.
Elle a été découverte sur l'holothurie Leptosynapta inhaerens à Roscoff en France.

## Publication originale
- Cuénot, 1892 : Commensaux et parasites des Echinodermes, (deuxième note). Revue biologique du nord de la France, vol. 5, p. 1-22 (texte intégral).